# Ар'єргард
Ар'єрга́рд (фр. arrière-garde, букв.— тилова охорона) —  військовий підрозділ, частина або з'єднання, що охороняє військо при переміщенні із фронту в тил або вздовж фронту. Сила, склад, завдання і віддалення ар'єргарду залежать від обставин та величини колони, що охороняється.
У деяких випадках ар’єргард формують під час маршу від фронту в тил. Склад ар’єргарду та його відстань від головних сил визначає командир з’єднання (частини) залежно від завдання, складу військ, які необхідно охороняти, положення та характеру дій противника, умов місцевості.
Бойовий склад ар’єргарду повинен забезпечити самостійне виконання завдання без підтримки головних сил. У разі відходу мета ар’єргарду ― затримати противника, що наступає, виграти час, потрібний для відриву головних сил, забезпечити їх організований відхід та зайняття визначеного рубежу.
Ар’єргард безперервно веде розвідку з метою виявлення складу, угруповання та напряму руху військ противника. Для забезпечення відходу головних сил ар’єргард утримує завчасно зайнятий рубіж упродовж визначеного часу, допоки головні сили згортаються у похідні колони та починають відхід. Коли вони відірвуться від противника, ар’єргард із дозволу старшого начальника відходить з боями від рубежу до рубежу, веде маневрену оборону, широко застосовує засідки, загородження та руйнування. При цьому на кожен наступний рубіж спочатку відходить частина сил ар’єргарду та займає на ньому позиції на широкому фронті, забезпечує відхід сил, що залишилися. Дії ар’єргарду повинні бути рішучі, активні та добре узгоджені з головними силами.